# 微鳍新鳗
微鳍新鳗（学名：Neenchelys parvipectoralis）也称微鰭新蛇鰻，是蛇鰻科新鳗属的一种，分布于中国和越南等地沿海。模式产地为中国福建省平潭县东庠乡。